# Мірошевиці
Мірошевиці (пол. Miroszewice) — село в Польщі, у гміні Дашина Ленчицького повіту Лодзинського воєводства.
Населення — 81 особа (2011).
У 1975-1998 роках село належало до Плоцького воєводства.

## Демографія
Демографічна структура станом на 31 березня 2011 року:
|          | Загалом | Допрацездатний вік | Працездатний вік | Постпрацездатний вік |
| -------- | ------- | ------------------ | ---------------- | -------------------- |
| Чоловіки | 37      | 7                  | 26               | 4                    |
| Жінки    | 44      | 11                 | 24               | 9                    |
| Разом    | 81      | 18                 | 50               | 13                   |

## Відомі постаті
Тут у родині депортованих з Лемківщини українців народилась Трохановська Стефанія Осипівна — українська поетеса